# Daskal-Atanasovo
Daskal-Atanasovo (bulgariska: Даскал-Атанасово) är ett distrikt i Bulgarien.   Det ligger i kommunen Obsjtina Radnevo och regionen Stara Zagora, i den centrala delen av landet, 220 km öster om huvudstaden Sofia.
Trakten runt Daskal-Atanasovo består till största delen av jordbruksmark. Runt Daskal-Atanasovo är det ganska glesbefolkat, med 43 invånare per kvadratkilometer.